# Xylotrechus zaisanicus
Xylotrechus zaisanicus är en skalbaggsart som beskrevs av Plavilstshikov 1940. Xylotrechus zaisanicus ingår i släktet Xylotrechus och familjen långhorningar.
Artens utbredningsområde är Kazakstan. Inga underarter finns listade i Catalogue of Life.